# Siasstroï
Siasstroï (en russe : Сясьстрой ; en finnois : Säsjoki) est une ville de l'oblast de Léningrad, en Russie. Elle fait partie du raïon de Volkhov. Sa population s'élevait à 13 498 habitants en 2013 et 12 203 habitants en 2021.

## Géographie
Siasstroï est située au point de confluence des rivières Sias et Valdonka, près du lac Ladoga. Elle se trouve à 72 km au nord-est de Volkhov, à 127 km au nord-est de Saint-Pétersbourg et à 572 km au nord-ouest de Moscou
.

## Histoire
Avant 1926, un petit village du nom de Nossok (Носок) existait à l'emplacement de la ville actuelle de Siasstroï. Une commune urbaine y fut créée en 1926 dans le cadre de la construction d'une usine de cellulose et de papier, mise en service en 1928. Elle a le statut de ville depuis 1992.

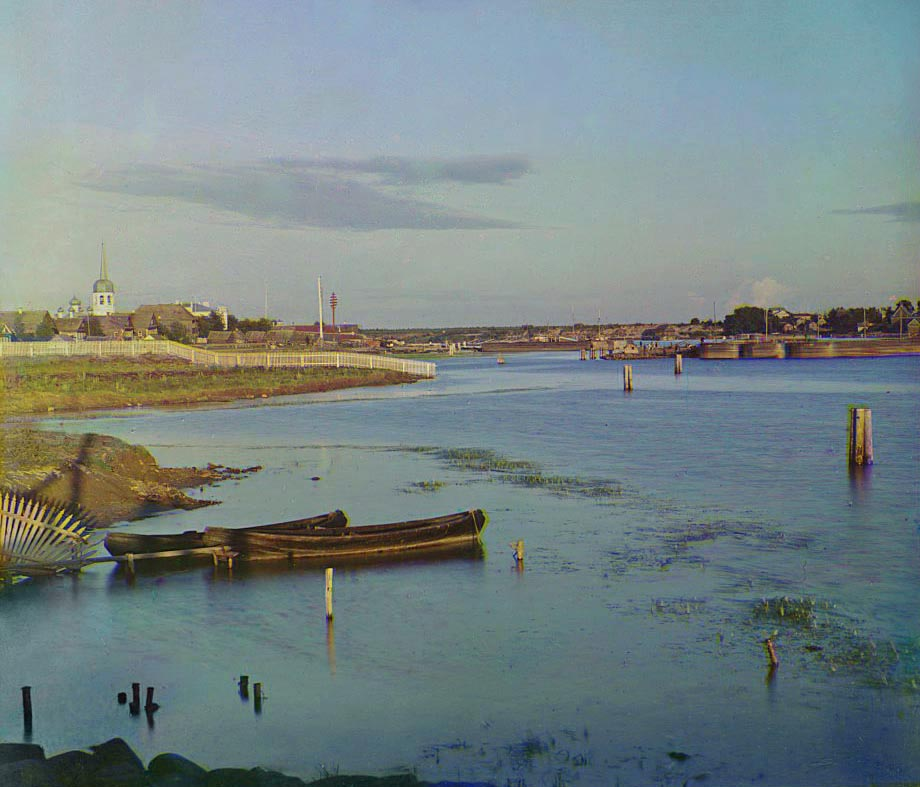
Le village vers 1910, photographie de Sergueï Prokoudine-Gorski.

## Population
Recensements (*) ou estimations de la population :
| 1926* | 1932  | 1939* | 1943  | 1945  |
| ----- | ----- | ----- | ----- | ----- |
| 573   | 4 100 | 7 364 | 2 181 | 3 460 |

| 1949  | 1959* | 1970*  | 1979*  | 1989*  |
| ----- | ----- | ------ | ------ | ------ |
| 5 809 | 7 178 | 12 915 | 17 541 | 16 122 |

| 2002*  | 2006   | 2010*  | 2012   | 2013   |
| ------ | ------ | ------ | ------ | ------ |
| 16 969 | 13 545 | 13 745 | 13 648 | 13 498 |

| 2015   | 2017   | 2019   | 2021   | - |
| ------ | ------ | ------ | ------ | - |
| 13 305 | 13 006 | 12 549 | 12 203 | - |

## Économie
La principale entreprise de Siasstroï est l'usine de pâte à papier, de papier et de carton ZAO Siasski Tsellioulozno-boumajny Kombinat (en russe : ЗАО Сясьский целлюлозно-бумажный комбинат). L'usine emploie 2 800 salariés (2005). 

Le palais de la Culture.
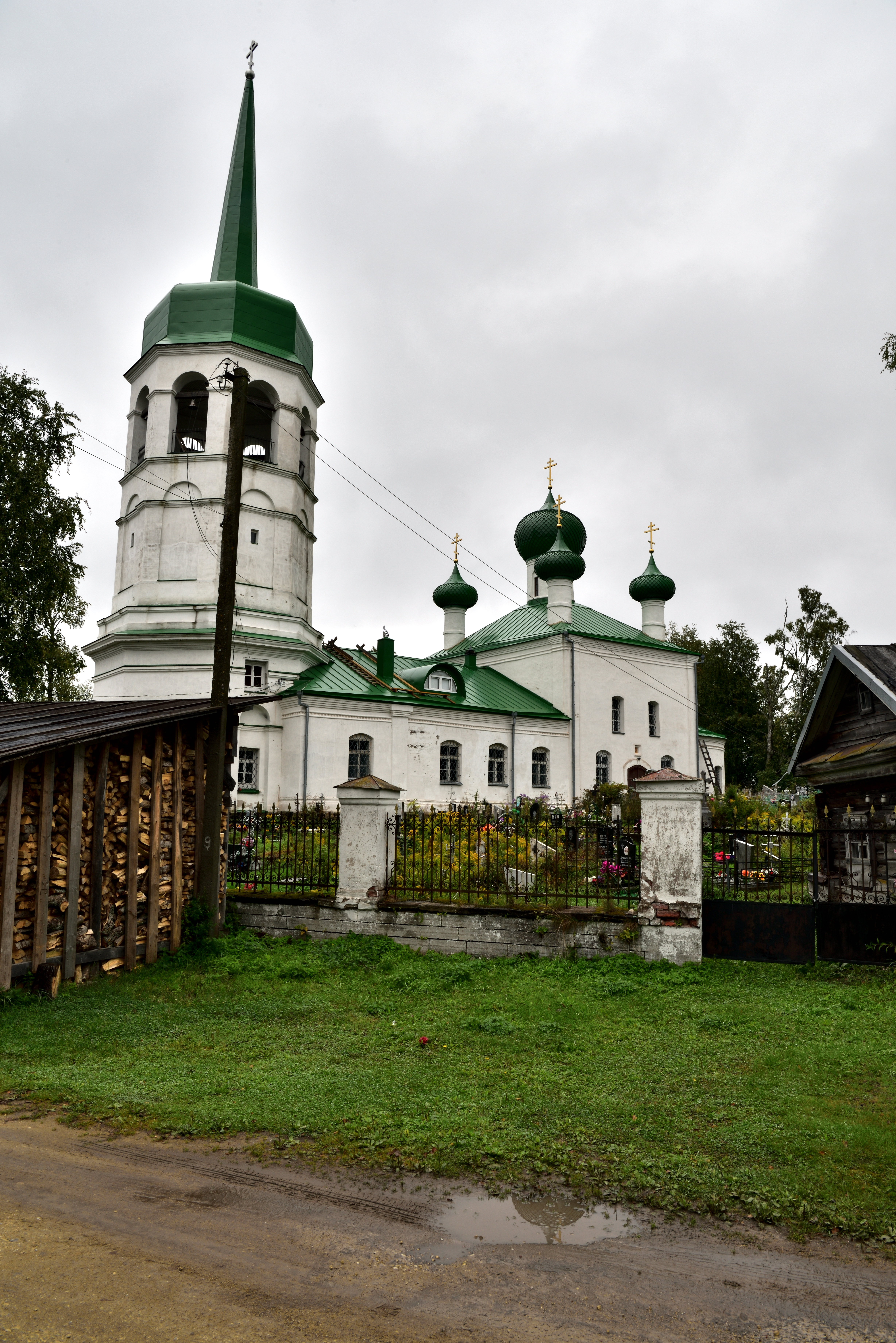
L'église de la Dormition.
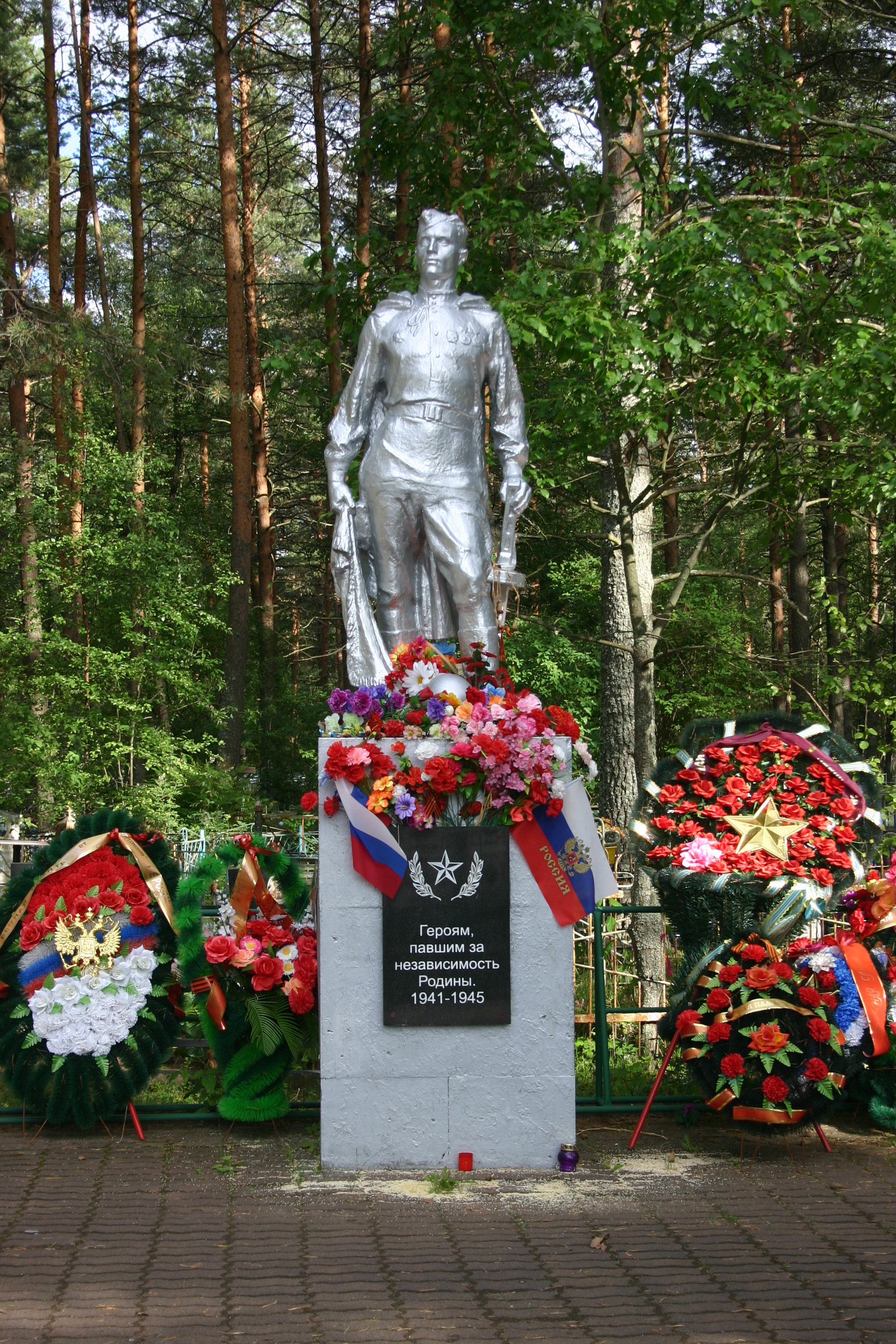
Sépulture collective de soldats de la Grande Guerre patriotique.
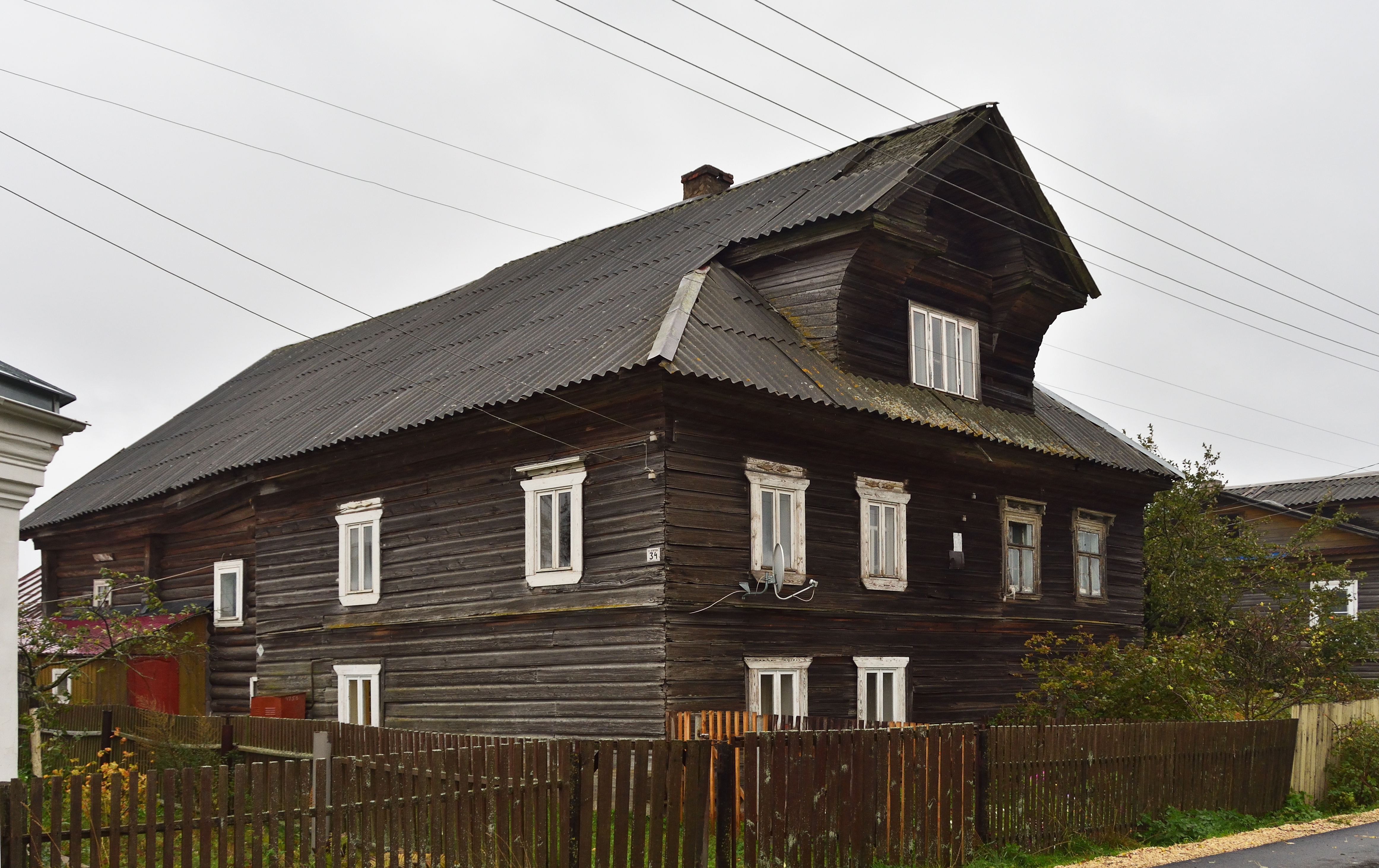
Maison typique rue Kirov.